# 희망사항
《희망사항 변진섭입니다 》는 변진섭의 진행으로 SBS 러브FM에서 방송되었던 프로그램이다. 2011년 4월 SBS라디오 봄개편으로 신설하였으나 2013년 SBS 라디오 봄 개편으로 2년 만에 폐지되었다.

## 코너
- 사연과 신청곡
- 사랑일기
- 추억 여행
- 음악 퀴즈
- 축하사연